# Push (canção de Matchbox Twenty)
"Push" é uma canção da banda estadunidense Matchbox Twenty, lançada em 10 de junho de 1997, como o segundo single de seu álbum de estreia, Yourself or Someone Like You (1996). Seu lançamento adquiriu popularidade e tornou-se um dos singles de maior êxito da banda, liderando a tabela musical estadunidense Billboard Modern Rock Tracks e atribuindo ao Matchbox Twenty, sua primeira certificação de venda de singles, além de figurar em tabelas da Oceania e Europa.

## Antecedentes e lançamento
Em setembro de 1996, o Matchbox Twenty lançou seu single de estreia, "Long Day", previamente ao lançamento de seu primeiro álbum de estúdio Yourself or Someone Like You. A canção posicionou-se em número oito pela Billboard Mainstream Rock Tracks, permanecendo no top dez por sete semanas, além de figurar em tabelas no Canadá e Austrália. Em 1 de outubro de 1996, a banda lançou Yourself or Someone Like You composto por doze faixas. A canção "Push", tornou-se o segundo single do álbum e impulsionou seu desempenho comercial, levando o álbum a atingir pico de número cinco pela estadunidense Billboard 200 em setembro de 1997.

## Composição
"Push" possui composição do vocalista Rob Thomas com Matt Serletic, este último, também responsável por sua produção. Liricamente, a canção é escrita por Thomas sobre o estresse de apaixonar-se e desapaixonar-se em um relacionamento, ele descreveu o significado das letras dizendo "(..) Era sobre um relacionamento em que eu estava e como estava sendo manipulado. Era tudo sobre manipulação emocional e violência emocional". Mais tarde após o seu lançamento, suas letras foram acusadas de se referirem a violência contra mulheres, o que Thomas negou e expressou surpresa ao saber que a canção estava sendo mal interpretada como misoginia, além de revelar que o ponto de vista expresso em "Push" foi invertido. O baixista Brian Yale acrescentou: "Ficamos meio surpresos quando ouvimos todas essas coisas. [Nossa resposta] foi: Uau, sério? Não, não é sobre isso".

## Vídeo musical
O vídeo musical de "Push" foi dirigido por Nigel Dick e filmado de 27 a 28 de março de 1997, em Los Angeles, Estados Unidos. A produção se inicia e se encerra Thomas brincando com uma marionete. Ao longo do vídeo, a banda é vista tocando em um beco. Algumas cenas apresentam Thomas acorrentado a uma parede e segurando uma cerca de arame farpado enquanto a banda localiza-se ao fundo.

## Faixas e formatos
- Vinil 12 polegadas, cassete e CD single[8][9][10]

1. "Push"  – 3:59
2. "Tired"  – 3:44

- Maxi-single[11]

1. "Push"  – 3:59
2. "Busted" (acoustic) – 4:24
3. "Tired"  – 3:44

## Desempenho nas tabelas musicais
O lançamento de "Push" não realizou entrada na principal tabela de singles dos Estados Unidos, a Billboard Hot 100, entretanto, a canção foi exitosa em outras tabelas do país. "Push" estreou em número trinta e nove pela Billboard Mainstream Rock, na semana correspondente a 15 de março de 1997, atingindo seu pico de número quatro na semana de 7 de junho de 1997. Em sua tabela componente, a Billboard Modern Rock Tracks, a canção estreou em número trinta e seis na semana de 3 de maio de 1997, atingindo pico de número um na semana correspondente a 26 de julho de 1997, tornando-o primeiro single do Matchbox Twenty a alcançar tal feito.  
Em outros territórios, "Push" também realizou entradas, no Canadá a canção estreou em número noventa e dois pela 
RPM Top Singles, na semana referente a 14 de abril de 1997, a seguir, atingiu seu pico de número seis na tabela, na semana de 6 de outubro de 1997. Pela ARIA Top 50 Singles Chart na Austrália, "Push" estreou na posição de número quarenta e nove na semana referente a 12 de outubro de 1997, posicionando-se em número oito em 7 de dezembro de 1997. Na Alemanha, a canção posicionou-se em número noventa e um, enquanto que na Escócia e Reino Unido, está última através da UK Singles Chart, "Push" estreou em seu pico respectivamente, de número trinta e trinta e oito, na semana de 4 a 10 de abril de 1998. Adicionalmente, pela Single Top 100 dos Países Baixos, "Push" posicionou-se em número sessenta e um na semana de 28 de fevereiro de 1998.
| País — Tabela musical (1997–1998)                  | Melhor posição |
| -------------------------------------------------- | -------------- |
| Alemanha (Official German Charts)                  | 91             |
| Austrália (ARIA)                                   | 8              |
| Canadá (RPM Top Singles)                           | 6              |
| Canadá (RPM Adult Contemporary)                    | 38             |
| Canadá (RPM Rock/Alternative)                      | 4              |
| Escócia (Scottish Singles Chart)                   | 30             |
| Estados Unidos (Billboard Radio Songs)             | 5              |
| Estados Unidos (Billboard Adult Alternative Songs) | 2              |
| Estados Unidos (Billboard Adult Top 40)            | 6              |
| Estados Unidos (Billboard Modern Rock Tracks)      | 1              |
| Estados Unidos (Billboard Mainstream Rock)         | 4              |
| Estados Unidos (Billboard Mainstream Top 40)       | 3              |
| Países Baixos (Single Top 100)                     | 61             |
| Países Baixos (Dutch Top 40 Tipparade)             | 14             |
| Reino Unido (UK Singles Chart)                     | 38             |

| País — Tabela musical (1997)                  | Posição |
| --------------------------------------------- | ------- |
| Austrália (ARIA)                              | 33      |
| Canadá (RPM Top Singles)                      | 33      |
| Canadá (RPM Adult Contemporary)               | 65      |
| Canadá (RPM Rock/Alternative)                 | 24      |
| Estados Unidos (Billboard Adult Top 40)       | 24      |
| Estados Unidos (Billboard Mainstream Rock)    | 4       |
| Estados Unidos (Billboard Modern Rock Tracks) | 5       |

### Certificações
| Região                                                                                             | Certificação | Vendas  |
| -------------------------------------------------------------------------------------------------- | ------------ | ------- |
| Austrália (ARIA)                                                                                   | Platina      | 70 000^ |
| *números de vendas baseados somente na certificação ^distribuições baseadas apenas na certificação |              |         |

## Créditos e pessoal
A elaboração de "Push" atribui os seguintes créditos, de acordo com o encarte de Yourself or Someone Like You.
Matchbox Twenty
- Rob Thomas – vocal principal, composição
- Kyle Cook – guitarra líder, vocais de apoio
- Adam Gaynor – guitarra base, vocais de apoio
- Brian Yale – baixo
- Paul Doucette – bateria

Produção
- Matt Serletic – composição, produção, mixagem e arranjo
- Jeff Tomei – engenharia
- Greg Archilla – mixagem
- John Nielson – assistência de gravação
- Malcolm Springer – assistência de mixagem
- Stephen Marcussen – masterização
- Don C. Tyler – edição digital

## Uso na mídia
Um trecho de "Push" foi utilizado no single "Polka Power!" do músico "Weird Al" Yankovic, pertencente ao álbum Running with Scissors de 1999.
Uma versão cover de "Push" se tornou parte da trilha sonora do filme Barbie (2023), sendo cantada por Ryan Gosling, o qual interpreta o boneco Ken, que a adota como sua música favorita após visitar o mundo real, e se torna "um hino irônico do domínio patriarcal" na fictícia Barbieland. A faixa foi incluída em Barbie: The Album (Best Weekend Ever Edition).

## Histórico de lançamento
| Região         | Data                  | Formato(s)             | Gravadora(s)          | Ref.   |
| -------------- | --------------------- | ---------------------- | --------------------- | ------ |
| Estados Unidos | 10 de junho de 1997   | Contemporary hit radio | Atlantic Lava Melisma | [ 40 ] |
| Alemanha       | 20 de outubro de 1997 | CD single              | Atlantic Lava Melisma | [ 41 ] |
| Reino Unido    | 23 de março de 1998   | CD single cassete      | Atlantic Lava Melisma | [ 42 ] |